# Даніель Адлунг
Даніель Адлунг (нім. Daniel Adlung, нар. 1 жовтня 1987, Фюрт) — німецький футболіст, півзахисник клубу «Гройтер II».
Виступав, зокрема, за клуби «Енергі» та «Мюнхен 1860», а також молодіжну збірну Німеччини.

## Клубна кар'єра
Народився 1 жовтня 1987 року в місті Фюрт. Вихованець юнацьких команд футбольних клубів «Гільтпольтштейн», «Нюрнберг» та «Гройтер». У дорослому футболі дебютував 2005 року виступами за команду «Гройтер», в якій провів три сезони, взявши участь у 74 матчах Другої Бундесліги.
Влітку 2008 року у статусі вільного агента перейшов у «Вольфсбург». Втім у новій команді виступав в основному за резервну команду в Регіоналлізі, а за першу команду «Вольфсбургу», вийшовши на заміну в другому таймі, у переможному матчі проти «Обернойланда» (7:0) у другому раунді Кубка Німеччини. Так і не зігравши жодної гри у переможному для «вовків» чемпіонаті Німеччини, у сезоні 2009/10 він на правах оренди грав за клуб «Алеманія» (Аахен) у Другій Бундеслізі. За сезон він зіграв 25 ігор у всіх змаганнях, після чого повернувся в рідний клуб. 

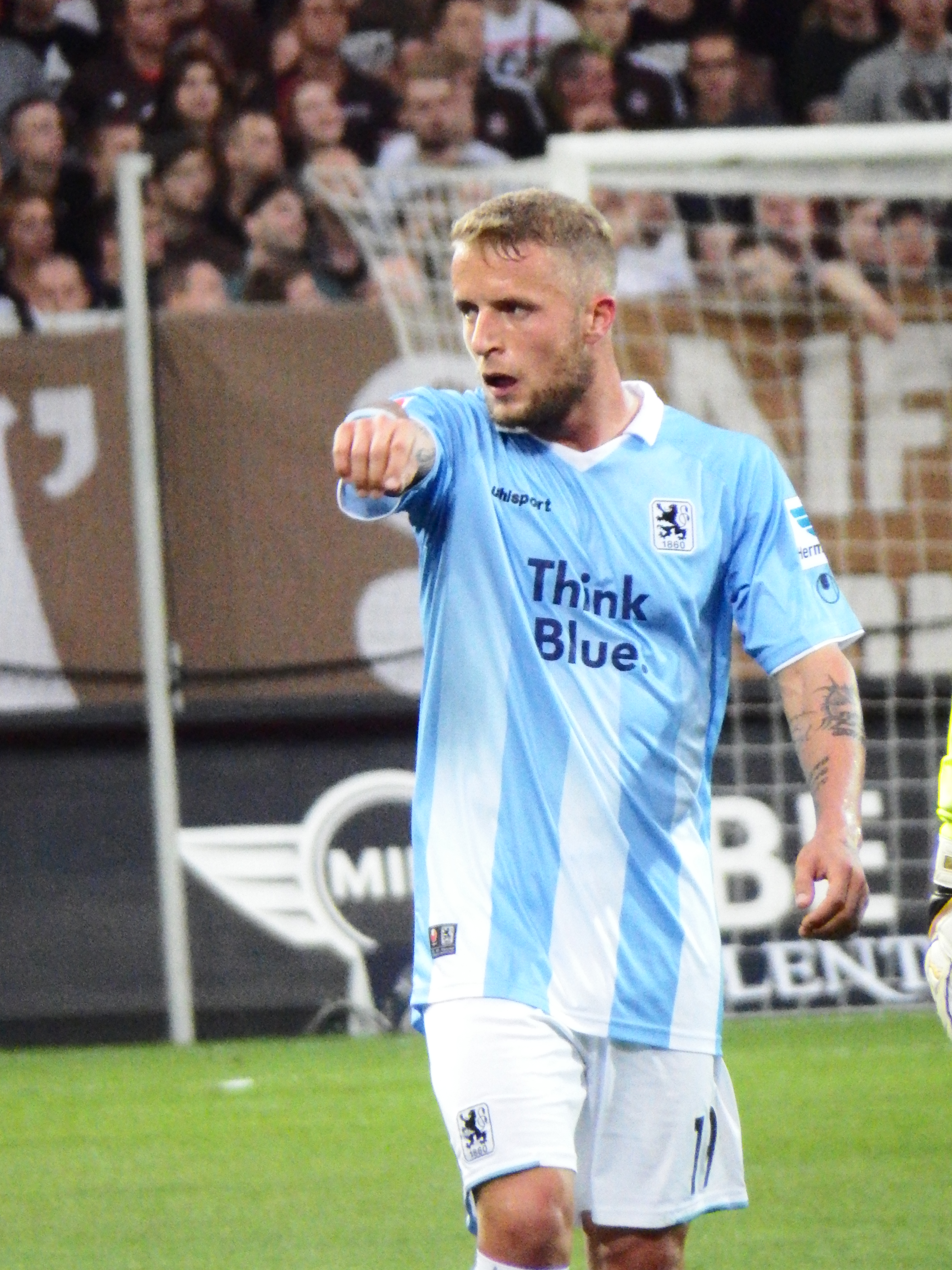
Даніель Адлунг під час виступів за «Мюнхен 1860». 2013 рік.

3 серпня 2010 року Адлунг приєднався до «Енергі» за 180 000 євро, підписавши трирічний контракт. Відіграв за клуб з Котбуса наступні три сезони своєї ігрової кар'єри. Більшість часу, проведеного у складі «Енергі», був основним гравцем команди. По завершенні контракту перейшов до іншої команди Другої Бундесліги «Мюнхен 1860», у складі якого провів наступні чотири роки своєї кар'єри гравця. Граючи у складі «Мюнхена 1860» також здебільшого виходив на поле в основному складі команди. 4 вересня 2017 року було оголошено, що Адлунг і клуб домовилися розірвати його контракт.
У вересні 2017 року Адлунг приєднався до австралійського клубу «Аделаїда Юнайтед», підписавши дворічний контракт. У команді провів один рік і у травні 2018 року покинув клуб.
26 червня 2018 року Адлунг повернувся до рідного «Гройтера», де став працювати у резервній команді з Регіональної ліги на посаді граючого помічника тренера Петра Румана.
У січні 2021 року Адлунг перейшов до «Швайнфурта» з Регіоналлізі на правах оренди. Контракт Адлунга, який також відмовився від посади асистента тренера, був розрахований до 30 червня 2022 року. По завершенні оренди повернувся у «Гройтер». Станом на 16 лютого 2023 року відіграв за дублерів команди з Фюрта 71 матч в національному чемпіонаті.

## Виступи за збірну
Протягом 2007—2009 років залучався до складу молодіжної збірної Німеччини, у складі якої виграв чемпіонат Європи 2009 року у Швеції, однак на поле не виходив. Всього на молодіжному рівні зіграв у 5 офіційних матчах.

## Титули і досягнення
- Чемпіон Німеччини (1):

«Вольфсбург»: 2008/09
- Володар Кубка Австралії (1):

«Аделаїда Юнайтед»: 2018

### Індивідуальні
- Бронзова медаль Фріца Вальтера (до 19 років): 2006

## Особисте життя
У Адлунга є сестра і брат. Адлунг є веганом.
Адлунг одружений на своїй дівчині Джулії, і вони разом мають дочку Авіану Розе.